# ولادلن تروستیانسکی
ولادلن تروستیانسکی (اوکراینی: Владлен Костянтинович Тростянський؛ ۲۶ ژانویهٔ ۱۹۳۵ – ۲۸ ژوئیهٔ ۲۰۱۴) کشتی‌گیر اوکراینی‌تبار اهل شوروی بود.
وی در مسابقات کشوری و بین‌المللی در مجموع برندهٔ ۱ مدال نقره شده‌است.